# Amphoe Chaloem Phra Kiat
Amphoe Chaloem Phra Kiat (thaï : เฉลิมพระเกียรติ) est un amphoe de la province de Buriram.

## Points d'intérêt

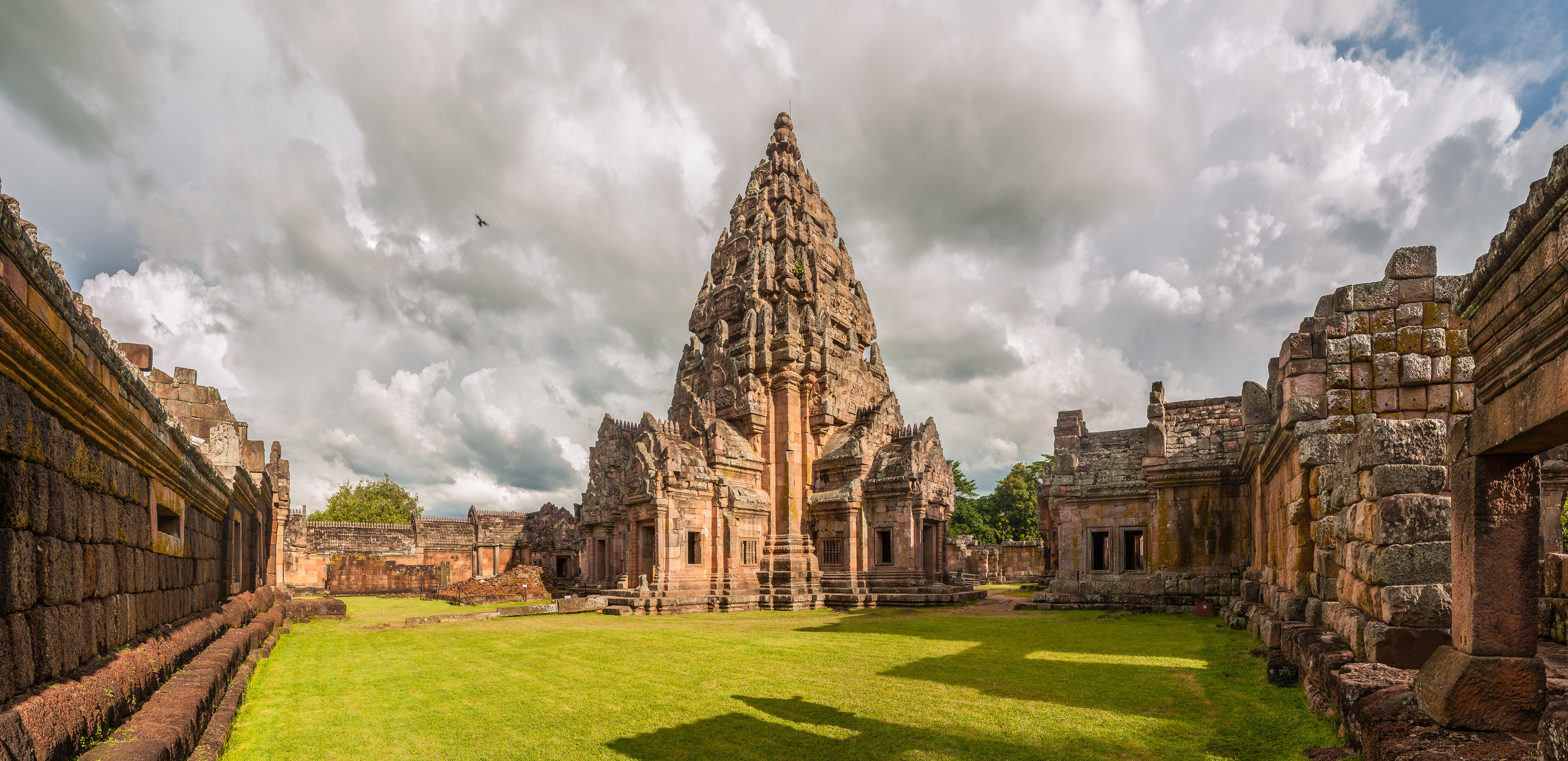
Le Prasat Phnom Rung